# Чаплигин (град)
Чаплигин (на руски: Чаплыгин) е град в Русия, административен център на Чаплигински район, Липецка област. Населението на града към 1 януари 2018 е 11 802 души.